# Vuurtoren Westerheversand
De vuurtoren Westerheversand is een vuurtoren bij Westerhever in de Duitse deelstaat Sleeswijk-Holstein. De vuurtoren staat aan de westkust van de deelstaat op het noordelijke deel van het schiereiland Eiderstedt en kijkt uit over de Noordzee.

## Geschiedenis
De toren werd gebouwd in 1906 op Westerheversand ongeveer 1000 meter van de zeedijk op een vier meter hoge heuvel met paalfundering (127 dikke lange eiken palen) en betonnen voet. De toren werd gemonteerd met 608 aan elkaar geschroefde zware gietijzeren platen van in totaal 130 ton, op een bakstenen basis. De ijzeren platen kwamen van de Isselburger Hütte in Münsterland. Binnen in de toren zijn er negen verdiepingen. Aan beide zijden van de toren werden vuurtorenwachtershuizen gebouwd.
Het baken werd op 26 mei 1908 in gebruik genomen. De lichtbron was tot 1974 een booglamp, die de nodige 70 volt gelijkstroom door een van de twee dieselgeneratoren aangedreven met back-up-accu's gevoed werd. De levensduur van een koolstofstaaf bedroeg ongeveer negen uur, dan moest deze worden vervangen. In 1951 werden de aggregaten aangesloten op het openbare elektriciteitsnet. In 1975 werd de booglamp vervangen door een moderne 2000 watt xenonlamp met een lichtintensiteit van 183.000 candela.
Na decennia van dienst door de vuurtorenwachters werkt de vuurtoren nu automatisch gecontroleerd vanuit Tönning. De twee voormalige wachtershuizen herbergen nu een natuurbeschermingscentrum van het Nationalpark Schleswig-Holsteinisches Wattenmeer.
Sinds 2001 kan de toren bezocht worden.

## Opbouw en licht
Het is een ronde toren die licht naar boven toeloopt op een basis en twee balkons bovenin. De torenromp heeft drie rode banen met ertussen twee witte en staat op een witte basis. De vuurtoren staat op een heuvel.
Het vuur bevindt zich op 41 meter hoogte en de toren is zelf 40 meter hoog. De reikwijdte van het licht is ongeveer 21 nautische mijlen (ongeveer 39 km). De indirecte zichtbaarheid van het licht is meer dan 55 kilometer en kan op een helder dag gezien worden op Helgoland.

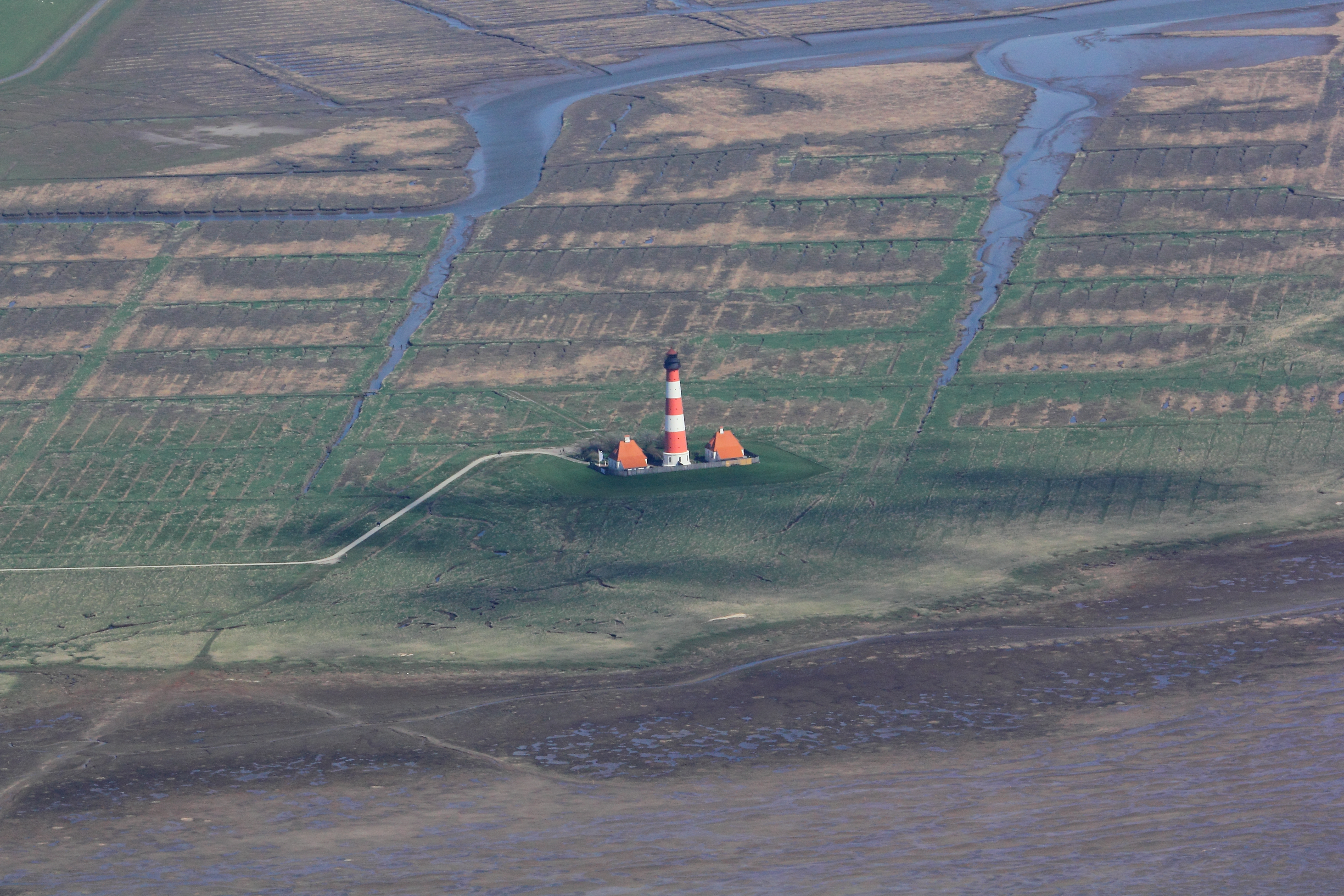
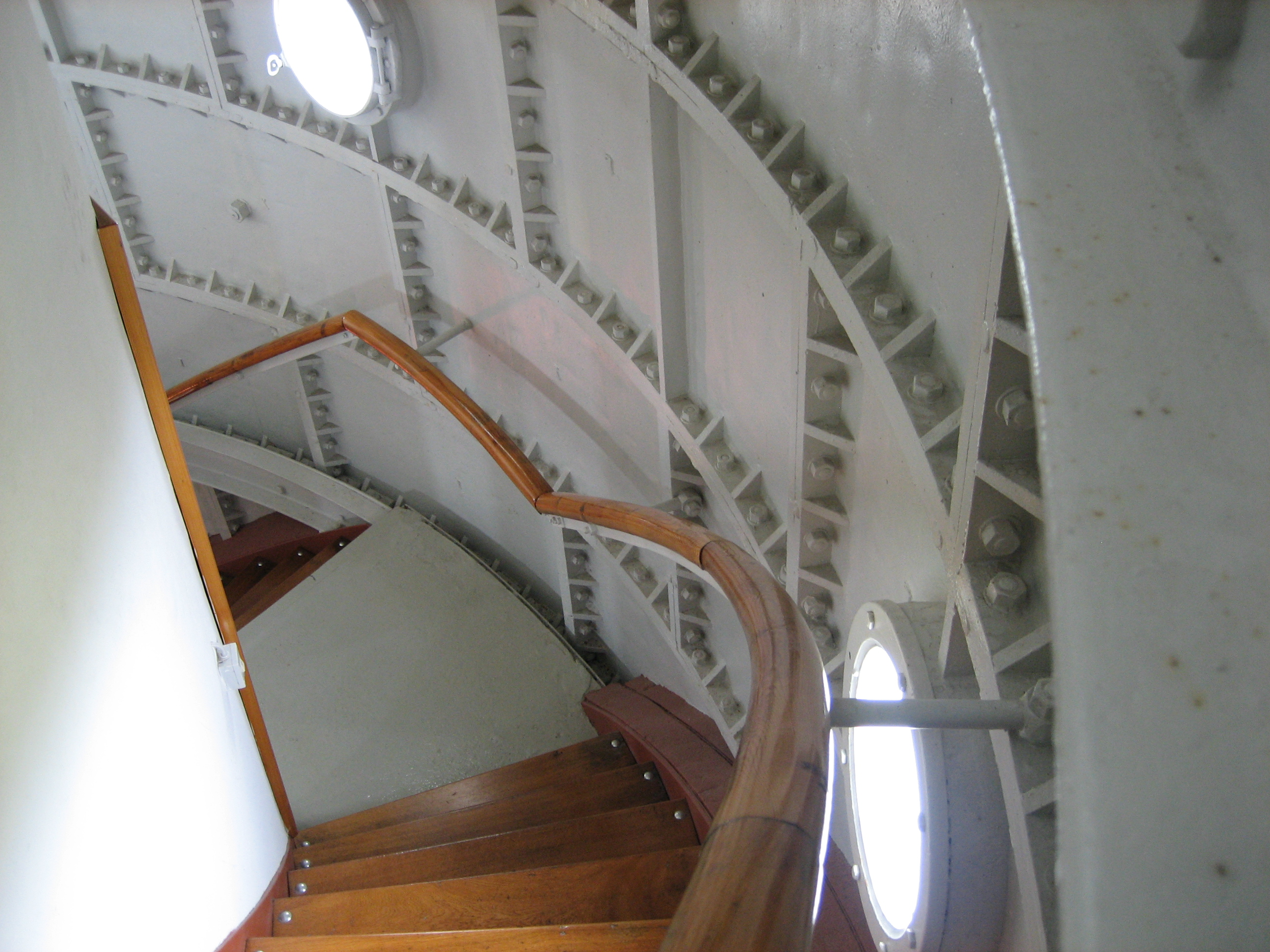
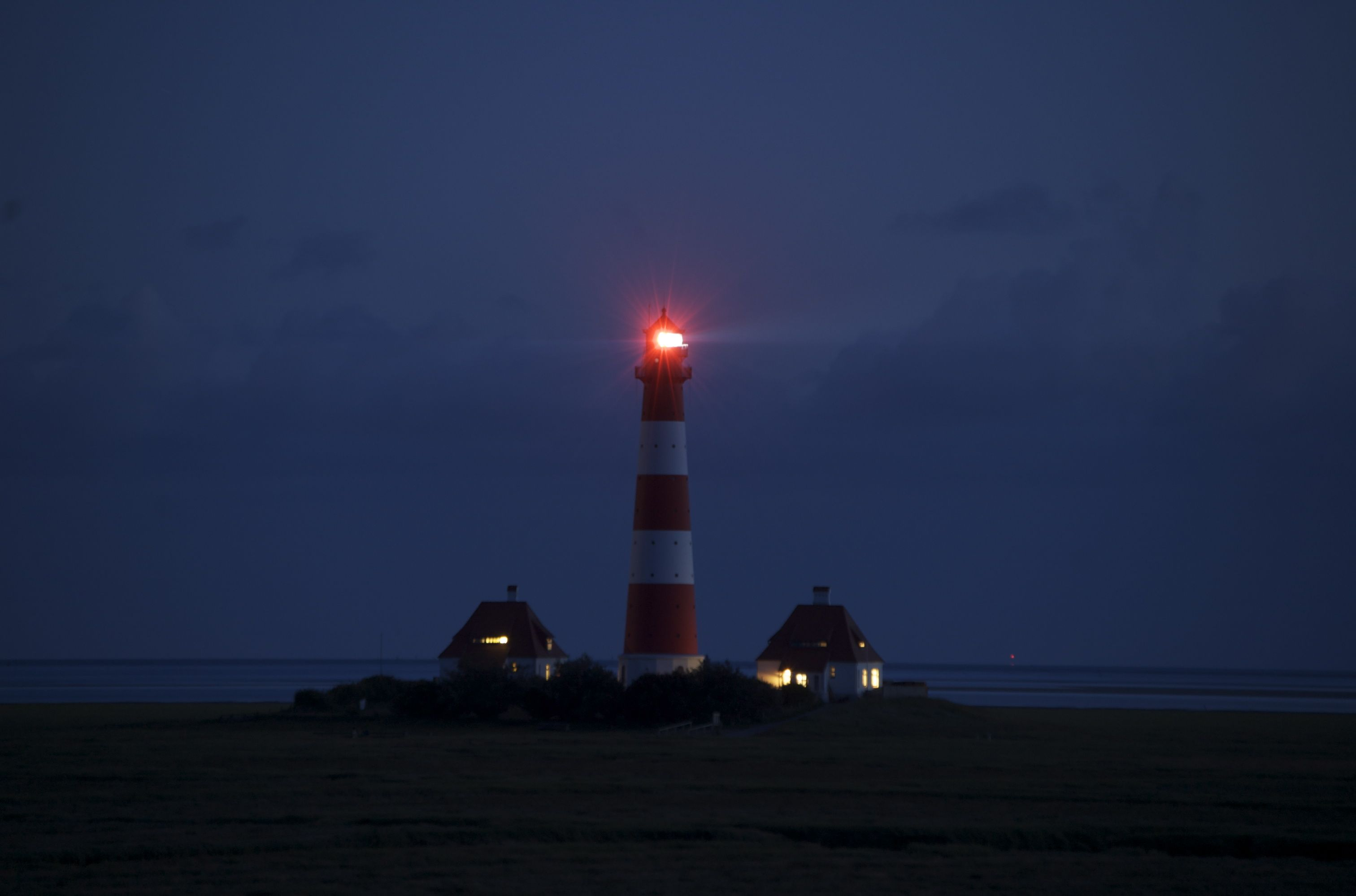
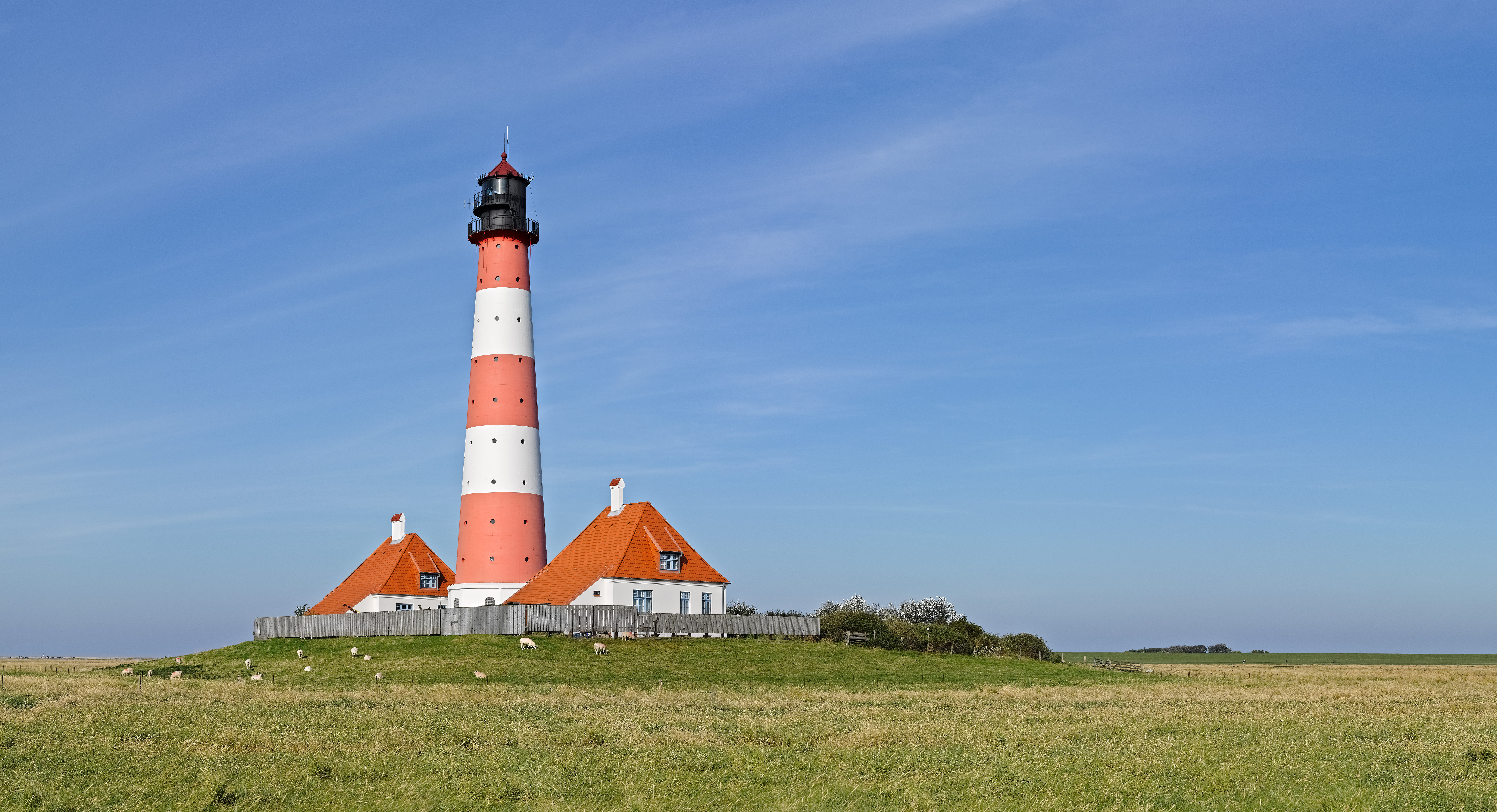